# ژوزفین د لا وینا
ژوزفین د لا وینا (زادهٔ ۱۵ آوریل ۱۹۴۶ – درگذشتهٔ ۴ نوامبر ۲۰۱۱) پرتاب‌گر دیسک فیلیپینی بود که به‌عنوان بزرگ‌ترین ورزشکار کشورش در این رویداد شناخته می‌شود. او در بازی‌های آسیایی ۱۹۶۶ و مسابقات قهرمانی دو و میدانی آسیا ۱۹۷۳ مدال طلا گرفت. او همچنین در المپیک ۱۹۶۴، ۱۹۶۸ و ۱۹۷۲ شرکت کرد.

## زندگی شخصی
د لا وینا که در ایلویلو از پدری مکزیکی-آمریکایی و مادری سیبوانایی متولد شد، دوران ابتدایی و دبیرستان خود را در سیبو گذراند و در سافت بال و دو و میدانی عالی بود. او بعداً در مؤسسه فناوری سیبو بورسیهٔ تحصیلی گرفت.
د لا وینیا به دلیل هیکل بلند شش فوتی و مدل موی افروی معروفش که او را در زمین بازی برجسته کرده بود، لقب «جو بزرگ» را گرفت.

## پیشه
دلا وینا در نهایت پس از متقاعد شدن توسط مقامات مدرسه برای توسعهٔ استعدادهای خود، سافت بال را کنار گذاشت و روی پرتاب‌های دو و میدانی مانند دیسک، نیزه و وزنه متمرکز شد.
او تنها ۱۸ سال داشت که در بازی‌های آسیایی ۱۹۶۲ در پرتاب دیسک به مدال برنز رسید و پس از کیکو موراسه و سیکو اوبونایی - هر دو از ژاپن - قرار گرفت. دو سال بعد، دلا وینا در بازی‌های المپیک تابستانی ۱۹۶۴ شرکت کرد و در بین ۲۱ نفر شروع‌کننده، در ردهٔ هجدهم قرار گرفت.
در بازی‌های آسیایی ۱۹۶۶، دلا وینا دیسک را در فاصله ۴۷٫۵۸ متری پرتاب کرد تا رکورد جدیدی را در بازی‌ها در مسیر کسب مدال طلا ثبت کند. او همچنین در پرتاب وزنه شرکت کرد و در مجموع چهارم شد. در بازی‌های المپیک تابستانی ۱۹۶۸، او رکورد ۴۶٫۵۶ متر ثبت کرد و از ۱۶ مسابقه در جایگاه پانزدهم قرار گرفت.
دلا وینا در بازی‌های آسیایی ۱۹۷۰ به مسابقات برگشت اما نتوانست مدال بگیرد. دو سال بعد، او سومین حضور خود در المپیک را در بازی‌های المپیک تابستانی ۱۹۷۲ انجام داد، جایی که به سختی از حضور در دور نهایی بازماند. او بهترین تلاش خود را با ۵۳٫۹۲ متر انجام داد و در مجموع سیزدهم شد.
در افتتاحیهٔ مسابقات قهرمانی دو و میدانی آسیا که در ماریکینا در سال ۱۹۷۳ برگزار شد، دلا وینا با پرتاب دیسک در مسافت ۵۰٫۷۴ متری به راحتی مدال طلا را از آن خود کرد. با انجام این کار، او اولین ورزشکار فیلیپینی شد که در بازی‌های آسیایی و مسابقات قهرمانی دو و میدانی آسیا مدال طلا کسب کرد؛ شاهکاری که تنها توسط لیدیا د وگا، دوندهٔ سرعت، با آن برابری کرد.
او از بازی‌های آسیایی ۱۹۷۴ کناره‌گیری کرد تا پدرش را ملاقات کند که ناگهان در ایالات متحده بیمار شد.

## مرگ
دلا وینا در ۴ نوامبر ۲۰۱۱ در ایلویلو در سن ۶۵ سالگی درگذشت. علت مرگ او مشخص نشد.

## میراث
بهترین پرتاب شخصی دلا وینا ۵۴٫۷۱ متر، که او در مسابقات دو و میدانی در سال ۱۹۷۱ ایالات متحده آمریکا در بیکرزفیلد به ثبت رساند، تا به امروز یک رکورد ملی باقی مانده است. او همچنین دومین بهترین امتیاز ۵۳٫۹۲ متر را دارد که در دور مقدماتی بازی‌های المپیک تابستانی ۱۹۷۲ به دست آورد. او تنها پرتابگر دیسک فیلیپینی در تاریخ است که رکورد ۵۰ متر را شکسته است و انتظار می‌رود رکورد او برای چندین دهه باقی بماند.دلا وینا همچنین از سال ۱۹۷۰ تا ۱۹۷۵ رکورد ملی پرتاب تیراندازی را در اختیار داشت. در سال ۲۰۱۸، دلا وینا پس از مرگ به تالار مشاهیر ورزشی فیلیپین راه یافت.